# Louis Kergaravat
Louis Kergaravat, né le 8 décembre 1907 au Faouët (Morbihan) et mort le 13 mai 1995 à Paris, est un général français.

## Biographie

### Formation et Seconde Guerre mondiale
Après ses études à l'école spéciale militaire de Saint-Cyr, il rejoint l'infanterie coloniale. En septembre 1939, il fait partie du 21e régiment d'infanterie coloniale puis rejoint un état-major de division coloniale.
Affecté en Afrique-Occidentale française (AOF) en 1941, il rejoint l'année suivante le régiment de tirailleurs sénégalais de Guinée. Il participe aux opérations de la Libération de la France au sein du 6e régiment de tirailleurs sénégalais, où il est capitaine.

### Guerres de la décolonisation
Envoyé fin 1945 en Indochine, il y retourne de 1951 à 1953. Pendant cette période, il commande le groupe mobile no 4 lors de l'opération Lorraine (octobre-novembre 1952), opération pendant laquelle son unité subit de lourdes pertes en se dégageant d'une embuscade Việt Minh sur la route coloniale 2 le 17 novembre, et la division B formée pour l'opération Mouette (octobre-novembre 1953).
En avril 1959, il prend le commandement de la 4e brigade d'AOF. En janvier 1962, il est nommé adjoint au général commandant le corps d'armée de Constantine, dont il prend le commandement en mai.

### En Afrique
En décembre 1962, il est nommé délégué pour la défense de la zone d'outre-mer no 2 de Brazzaville. À ce titre, il commande l'intervention française lancée le 14 août 1963 pour protéger le président Fulbert Youlou menacé par des manifestations populaires. Il interdit aux soldats français d'ouvrir le feu sur les manifestants et le président Youlou est chassé le lendemain,. Le 18 février 1964, il dirige l'opération qui permet de restaurer à Libreville l'autorité du président Léon Mba,,.

## Décorations
En 1962, le général Kergaravat est titulaire de dix-huit citations et commandeur de la Légion d'honneur.